# Corey Mylchreest
Corey Robert Mylchreest né le 8 mai 1998 à Waltham Forest, Londres au (Royaume-Uni), est un acteur britannique.
Il se fait connaître du grand public en incarnant le roi George III dans la série La Reine Charlotte : Un chapitre Bridgerton (depuis 2023).

## Biographie

### Enfance et formation
Corey Mylchreest naît le 8 mai 1998 à Waltham Forest, et a grandi à Leytonstone, dans l'est de Londres au (Royaume-Uni). Il a étudié à l'école privée Forest School, Walthamstow (en) à Walthamstow, et a rejoint le National Youth Theatre. Il a obtenu un Baccalauréat ès Arts en théâtre à la Royal Academy of Dramatic Art (RADA) en 2020.

### Carrière
Après avoir obtenu son diplôme, il joue dans des pièces de Shakespeare puis il intègre la compagnie New Forest Open Air Theatre. On le retrouve alors dans les pièces Le Songe d'une nuit d'été et Roméo et Juliette.
Il a fait ses débuts dans un court-métrage en 2021, intitulé Mars. L’année suivante, il fait ses débuts à la télévision dans le premier épisode de Sandman de Neil Gaiman.
En 2023, Corey Mylchreest est propulsé du jour au lendemain sous les feux des projecteurs avec un rôle majeur : celui de l'imprévisible roi George III dans La Reine Charlotte : Un chapitre Bridgerton, spin-off et prequel de La Chronique des Bridgerton. Cette nouvelle production de Shonda Rhimes, s'intéresse aux premières années du couple de monarques britanniques et à leurs relations tourmentées. La série est diffusée sur la plateforme Netflix le 4 mai 2023.
Le 18 juin 2024, il est annoncé que Sofia Carson et Corey Mylchreest seront les vedettes de la comédie romantique My Oxford Year du réalisateur Iain Morris, basé d'après le roman à succès My Oxford Year de Julia Whelan. Le film sort le 1er août 2025 sur Netflix.

## Filmographie

### Cinéma
Longs métrages
- 2025 : My Oxford Year de Iain Morris : Jamie Davenport

#### Courts métrages
- 2020 : The Unravelling de Anne Musisi : Henry
- 2021 : Mars de Hannah Beach : Leon
- 2022 : Elevator Pitch de Lyndon Henley Hanrahan : John Hubbard

### Télévision

#### Séries télévisées
- 2022 : Sandman : Adonis (saison 1, épisode 1)
- 2023 : La Reine Charlotte : Un chapitre Bridgerton : le roi George III, jeune (rôle principal)
- 2025 : Hostage : Mathéo Lewis (5 épisodes)

## Voix françaises
En France, Jim Redler est la voix française régulière de Corey Mylchreest dans La Reine Charlotte : Un chapitre Bridgerton et My Oxford Year.